# Frank Cali
Francesco Paolo Augusto Cali, mais conhecido como Frank Cali ou Frank Boy (Nova Iorque, 26 de março de 1965 - Staten Island, 13 de março de 2019) foi um gângster da máfia italiana de Nova Iorque, chefe da Família Gambino, considerada uma das Cinco Famílias.
Filho de pais sicilianos, Frank Cali desde jovem esteve envolvido na máfia. Dono de um perfil discreto, Cali cresceu de forma rápida dentro da máfia. Esteve preso entre 2008 e 2009, acusado de extorsão, e teria assumido a chefia da família Gambino em 2015, substituindo Domenico Cefalu. A Família Gambino já foi considerada a maior organização criminosa dos Estados Unidos, mas entrou em decadência na década de 1990, com a prisão do líder John Gotti. Sua esposa, Rosaria Inzerillo, tinha vários parentes associados à família Gambino, incluindo seu primo, Tommy Gambino.
Cali foi baleado diversas vezes em frente à sua casa, em Staten Island, sendo ainda atropelado pela caminhonete em que estavam os assassinos, e foi socorrido para o Hospital Staten Sland University North, não resistindo aos ferimentos, em 13 de março de 2019. Era considerado pelas autoridades norte-americanas membro da Cosa Nostra.